# Каскеро, Хавьер
Хавьер Каскеро (исп. Javier Casquero; род. 11 марта 1976, Талавера-де-ла-Рейна, Испания) — испанский футболист, полузащитник. Тренер.

## Карьера
Каскеро начал профессиональную карьеру в испанском клубе «Толедо», который в то время выступал в Сегунде. Здесь он провёл 5 сезонов, причём половину сезона 1996/97 находился в аренде в команде «Культураль Леонеса». В 1999 году испанец перешёл в «Атлетико Мадрид B» и в сезоне 1999/2000 помог клубу занять второе место в Сегунде. Но так как в Примере уже выступал «Атлетико Мадрид», то его резервная команда «Атлетико Мадрид B» по правилам чемпионата не имела право на повышение дивизиона.
В следующем сезоне Каскеро перешёл в «Севилью». В первом сезоне за новый клуб испанский полузащитник провёл 38 матчей и забил 4 гола. По итогам сезона 2000/01 «Севилья» поднялась из Сегунды в Примеру. 26 августа 2001 года футболист дебютировал в высшей лиге Испании, выйдя на поле в матче с «Барселоной» («Севилья» проиграла со счётом 1:2). Проведя ещё три сезона в «Севилье», Каскеро перешёл в клуб «Расинг Сантандер».
В 2006 году полузащитник стал игроком «Хетафе». С первого сезона Каскеро регулярно появлялся в основном составе команды. Испанец принял участие во многих матчах своего клуба в Кубке УЕФА сезона 2007/08, когда «Хетафе» добрался до стадии 1/4 финала. В четвертьфинальном матче с «Баварией» Каскеро забил один из мячей, но итоговый счёт 3:3 был не в пользу «Хетафе» (так как по сумме двух матчей счёт стал 4:4, и «Бавария» проходила дальше из-за преимущества выездных голов).
21 апреля 2009 года Хавьер Каскеро оказался вовлечённым в инцидент с защитником Пепе. На последних минутах матча «Хетафе» — «Реал Мадрид» Пепе нарушает правила в единоборстве с Каскеро: сначала он толкает полузащитника, а затем, когда тот уже упал на газон, совершает по нему два удара ногой. Судья показал Пепе красную карточку и назначил пенальти, но Каскеро не смог его реализовать. В конце матча Гонсало Игуаин забил гол, благодаря чему «Реал Мадрид» одержал победу со счётом 3:2. После игры защитник «Реала» Пепе был дисквалифицирован на 10 матчей.